# Goniophthalmus rufescens
Goniophthalmus rufescens là một loài ruồi trong họ Tachinidae.